# Potatoes for Christmas
Potatoes For Christmas è il primo EP dei Papa Roach, pubblicato nel 1994.

## Tracce
1. Coffee Thoughts
2. Mama's Dress
3. Lenny's
4. Lulu Espidiachi
5. Cheez-Z-Fux
6. I Love Babies
7. Dendrilopis

## Formazione
- Jacoby Shaddix - voce
- Jerry Horton - chitarra
- Will James - basso
- Ryan Brown - batteria